# Korfbal 2000-2001
Korfbalseizoen 2000-2001 is een korfbalseizoen van het KNKV.

## Veldcompetitie KNKV
In seizoen 2000-2001 was de hoogste Nederlandse veldkorfbalcompetitie in de KNKV de Hoofdklasse, maar in vergelijking met het vorige seizoen is de opzet veranderd. In plaats van 2 poules is er teruggegaan naar 4 poules, 2 kampioenspoules en 2 degradatiepoules. De 2 bovenste teams uit de kampioenspoule strijden in een krusfinale om de veldfinale.
 Kampioenspoule A
| pos | club          | gs | w | g | v | pnt | dv  | dt  | dt  |
| --- | ------------- | -- | - | - | - | --- | --- | --- | --- |
| 1.  | Die Haghe     | 6  | 4 | 0 | 2 | 8   | 101 | 80  | +21 |
| 2.  | AKC Blauw-Wit | 6  | 4 | 0 | 2 | 8   | 91  | 85  | +6  |
| 3.  | Fortuna       | 6  | 3 | 1 | 2 | 7   | 100 | 94  | +6  |
| 4.  | Dalto         | 6  | 0 | 1 | 5 | 1   | 78  | 111 | -33 |

Kampioenspoule B
| pos | club              | gs | w | g | v | pnt | dv  | dt | dt  |
| --- | ----------------- | -- | - | - | - | --- | --- | -- | --- |
| 1.  | Deetos/Phobos     | 6  | 5 | 0 | 1 | 10  | 109 | 90 | +19 |
| 2.  | Nic./VCD          | 6  | 3 | 1 | 2 | 7   | 78  | 78 | +0  |
| 3.  | PKC/Café Bar      | 6  | 2 | 1 | 3 | 5   | 79  | 89 | -10 |
| 4.  | HKV/Ons Eibernest | 6  | 1 | 0 | 5 | 2   | 74  | 83 | -9  |

Degradatiepoule C
| pos | club                | gs | w | g | v | pnt | dv  | dt  | dt  |
| --- | ------------------- | -- | - | - | - | --- | --- | --- | --- |
| 1.  | DOS'46              | 6  | 5 | 1 | 0 | 11  | 109 | 85  | +24 |
| 2.  | Oost-Arnhem/Olympia | 6  | 2 | 1 | 3 | 5   | 86  | 92  | -6  |
| 3.  | Marfûgels           | 6  | 1 | 2 | 3 | 4   | 87  | 100 | -13 |
| 4.  | Groen Geel          | 6  | 1 | 2 | 3 | 4   | 83  | 88  | -5  |

Degradatiepoule D
| pos | club                  | gs | w | g | v | pnt | dv | dt | dt  |
| --- | --------------------- | -- | - | - | - | --- | -- | -- | --- |
| 1.  | Sporting Trigon       | 6  | 3 | 3 | 0 | 9   | 88 | 75 | +13 |
| 2.  | KVS                   | 6  | 3 | 2 | 1 | 8   | 86 | 75 | +11 |
| 3.  | ROHDA                 | 6  | 1 | 3 | 2 | 5   | 78 | 85 | -7  |
| 4.  | Drachten/Van der Wiel | 6  | 0 | 2 | 4 | 2   | 80 | 97 | -17 |

### Kruiswedstrijden om degradatie
Uit de 2 degradatiepoules degraderen de nummers 4 direct. Hierna spelen de nummers 2 en 3 van de degradatiepoules nog kruisfinales. De verliezers van deze wedstrijden degraderen ook.
| Degradatiewedstrijd 1 |                     |    |
|                       |                     |    |
| C2                    | Oost-Arnhem/Olympia | 25 |
| D3                    | ROHDA               | 17 |

| Degradatiewedstrijd 2 |           |    |
|                       |           |    |
| D2                    | KVS       | 22 |
| C3                    | Marfûgels | 22 |

### Play-Offs en Finale
|  | halve finale  | halve finale |  |               | finale    | finale |
|  |               |              |  |               |           |        |
|  |               |              |  |               |           |        |
|  | Die Haghe     | 23           |  |               |           |        |
|  | Nic./VCD      | 12           |  |               |           |        |
|  |               |              |  |               | Die Haghe | 13     |
|  |               |              |  | AKC Blauw-Wit | 17        |        |
|  | Deetos/Phobos | 16           |  |               |           |        |
|  | AKC Blauw-Wit | 18           |  |               |           |        |

| Veldkampioen van Nederland 2001 |
| ------------------------------- |
| AKC Blauw-Wit                   |

## Zaalcompetitie KNKV
In seizoen 2000-2001 was de hoogste Nederlandse zaalkorfbalcompetitie in de KNKV de Hoofdklasse; 2 poules met elk 8 teams. De 4 beste teams uit de 2 poules spelen een kruisfinale, gevolgd door de zaalfinale.

 Hoofdklasse A
| pos | club                | gs | w  | g | v  | pnt | dv  | dt  | dt  |
| --- | ------------------- | -- | -- | - | -- | --- | --- | --- | --- |
| 1.  | Fortuna             | 14 | 12 | 1 | 1  | 25  | 273 | 228 | +45 |
| 2.  | Deetos/Phobos       | 14 | 8  | 3 | 3  | 19  | 283 | 242 | +41 |
| 3.  | DOS'46              | 14 | 8  | 0 | 6  | 16  | 279 | 261 | +18 |
| 4.  | Nic./VCD            | 14 | 6  | 2 | 6  | 14  | 255 | 257 | -2  |
| 5.  | Oost-Arnhem/Olympia | 14 | 7  | 0 | 7  | 14  | 275 | 266 | +9  |
| 6.  | Dalto               | 14 | 6  | 1 | 7  | 13  | 262 | 275 | -13 |
| 7.  | Oranje Wit          | 14 | 2  | 2 | 10 | 6   | 224 | 264 | -40 |
| 8.  | Amicitia            | 14 | 2  | 1 | 11 | 5   | 222 | 280 | -58 |

Hoofdklasse B
| pos | club           | gs | w  | g | v  | pnt | dv  | dt  | dt  |
| --- | -------------- | -- | -- | - | -- | --- | --- | --- | --- |
| 1.  | PKC/Café Bar   | 14 | 12 | 0 | 2  | 24  | 297 | 241 | +56 |
| 2.  | AKC Blauw-Wit  | 14 | 11 | 0 | 3  | 22  | 269 | 209 | +60 |
| 3.  | Die Haghe      | 14 | 9  | 2 | 3  | 20  | 280 | 220 | +60 |
| 4.  | DOS-WK         | 14 | 5  | 1 | 8  | 11  | 227 | 258 | -31 |
| 5.  | DVO            | 14 | 4  | 3 | 7  | 11  | 227 | 244 | -17 |
| 6.  | Blauw Wit (H)* | 15 | 5  | 1 | 9  | 11  | 265 | 283 | -18 |
| 7.  | Groen Geel*    | 15 | 4  | 1 | 10 | 9   | 220 | 261 | -41 |
| 8.  | KVS            | 14 | 3  | 0 | 11 | 6   | 218 | 187 | +31 |

### Topscoorders van de zaalcompetitie
| Naam                 | Club          | Goals |
| -------------------- | ------------- | ----- |
| Dennis Voshart       | Deetos/Phobos | 81    |
| Monique van der Haar | DOS-WK        | 47    |

### Play-offs en finale
|  | halve finale  | halve finale |  |              | finale        | finale |
|  |               |              |  |              |               |        |
|  |               |              |  |              |               |        |
|  | Fortuna       | 19           |  |              |               |        |
|  | AKC Blauw-Wit | 22           |  |              |               |        |
|  |               |              |  |              | AKC Blauw-Wit | 23     |
|  |               |              |  | PKC/Café Bar | 26            |        |
|  | PKC/Café Bar  | 21           |  |              |               |        |
|  | Deetos/Phobos | 19           |  |              |               |        |

| Zaalkampioen van Nederland 2001 |
| ------------------------------- |
| PKC/Café Bar                    |

## Prijzen
| Award                             | Winnaar          | Club          |
| --------------------------------- | ---------------- | ------------- |
| Beste Speler                      | Erik Simons      | PKC           |
| Beste Speelster                   | Marjan de Jong   | AKC Blauw-Wit |
| Coach van het Jaar                | Herman van Gunst | AKC Blauw-Wit |
| Beste Scheidsrechter van het Jaar | Wim Dirksen      |               |
| Talent van het Jaar               | Barry Schep      | Fortuna       |
| Talente van het Jaar              | Sabrina Bijvank  | DOS'46        |